# Gottfried Schenkel
Gottfried Schenkel (* in Heilbronn; † 1493 in Heilbronn) war von 1471 bis 1493 Bürgermeister der Reichsstadt Heilbronn.
Gottfried war der Sohn von Max Schenkel, der einen Wohnsitz in der Fleinerstraße in Heilbronn hatte. Weiterhin nannte Max auch einen Hof in Böckingen sein Eigen und war auf einem Gut in Sontheim auch Lehnsherr. Der Vater des Gottfried starb 1451.
Gottfried selbst war Schultheiß und Bürgermeister und heiratete in das Heilbronner Geschlecht der Hündner ein. Die Hündner waren die Stifter des Sakramentshäuschens in der Kirche St. Kilian zu Heilbronn.
Das Wappen der Schenkel stellt einen Kopf eines Bocks dar. Zwei Elefantenstoßzähne werden zur Helmzier verwendet.
Das Heilbronner Geschlecht der Schenkel ist später auch in Gmünd vertreten.